# Beachvolleybal op de Olympische Zomerspelen 2012 (vrouwen)
Het beachvolleybaltoernooi voor vrouwen tijdens de Olympische Zomerspelen 2012 in Londen begon op 28 juli en eindigde op 8 augustus.
De 24 deelnemende teams waren verdeeld over zes groepen van vier, waarin een halve competitie werd gespeeld. Aan het einde van de groepsfase gingen de nummers één en twee elke groep door naar de achtste finales, aangevuld met de twee beste nummers drie. De vier slechtste nummers drie speelden een play-off wedstrijd voor een plaats in de achtste finales. Vanaf de achtste finales werd er gespeeld via het knock-outsysteem. 

## Kwalificatie
| Manier van kwalificatie                                                      | Aantal Plaatsen | Gekwalificeerd |
| ---------------------------------------------------------------------------- | --------------- | --- |
| FIVB beachvolleybal olympische ranglijst (ranglijst op 17 juni 2012)         | 16              | Brazilië China Verenigde Staten Brazilië* Verenigde Staten* Nederland Italië Duitsland Tsjechië Spanje Duitsland * Zwitserland Oostenrijk Australië Tsjechië * Griekenland |
| Continental beachvolleybal cup 2010-2012 (deelnemers bekend op 24 juni 2012) | 5               | Argentinië (Zuid-Amerika) Mauritius (Afrika) Rusland (Europa) Canada (Noord-Amerika) Australië (Azië/Oceanië)                                                              |
| WK beachvolleybal (olympische kwalificatie) (26 juni – 1 juli 2012)          | 2               | Nederland Rusland |
| Gastland                                                                     | 1               | Groot-Brittannië |
| Totaal                                                                       | 24              | |

* mochten 2 teams afvaardigden

## Groepsfase

### Groep A
Eindstand
| # | Ploeg                 | Punten | Wedstrijden | Wedstrijden | Wedstrijden | Spelpunten | Spelpunten | Spelpunten | Sets | Sets | Sets  |
| # | Ploeg                 | Punten | G           | W           | V           | W          | V          | Ratio      | W    | V    | Ratio |
| - | --------------------- | ------ | ----------- | ----------- | ----------- | ---------- | ---------- | ---------- | ---- | ---- | ----- |
| 1 | Juliana – Larissa     | 6      | 3           | 3           | 0           | 126        | 76         | 1.658      | 6    | 0    | MAX   |
| 2 | Holtwick – Semmler    | 5      | 3           | 2           | 1           | 115        | 97         | 1.186      | 4    | 2    | 2.000 |
| 3 | Háječková – Klapalová | 4      | 3           | 1           | 2           | 106        | 105        | 1.010      | 2    | 4    | 0.500 |
| 4 | Rigobert – Li Yuk Lo  | 3      | 3           | 0           | 3           | 57         | 126        | 0.452      | 0    | 6    | 0.000 |

Wedstrijden
alle tijden zijn West-Europese Zomertijd (UTC +1:00)
| Datum      | Tijd  |                       | Score |                       | Set 1 | Set 2 | Set 3 |
| ---------- | ----- | --------------------- | ----- | --------------------- | ----- | ----- | ----- |
| 28 juli    | 10:00 | Holtwick – Semmler    | 2 - 0 | Háječková – Klapalová | 21-16 | 21-16 |       |
| 28 juli    | 17:30 | Juliana – Larissa     | 2 - 0 | Rigobert – Li Yuk Lo  | 21-5  | 21-10 |       |
| 30 juli    | 09:00 | Háječková – Klapalová | 2 - 0 | Rigobert – Li Yuk Lo  | 21-10 | 21-11 |       |
| 30 juli    | 15:30 | Juliana – Larissa     | 2 - 0 | Holtwick – Semmler    | 21-18 | 21-13 |       |
| 1 augustus | 10:00 | Holtwick – Semmler    | 2 - 0 | Rigobert – Li Yuk Lo  | 21-11 | 21-10 |       |
| 1 augustus | 15:30 | Juliana – Larissa     | 2 - 0 | Háječková – Klapalová | 21-12 | 21-18 |       |

### Groep B
Eindstand
| # | Ploeg                  | Punten | Wedstrijden | Wedstrijden | Wedstrijden | Spelpunten | Spelpunten | Spelpunten | Sets | Sets | Sets  |
| # | Ploeg                  | Punten | G           | W           | V           | W          | V          | Ratio      | W    | V    | Ratio |
| - | ---------------------- | ------ | ----------- | ----------- | ----------- | ---------- | ---------- | ---------- | ---- | ---- | ----- |
| 1 | Vasina – Vozakova      | 6      | 3           | 2           | 1           | 156        | 150        | 1.040      | 5    | 4    | 1.250 |
| 2 | Xue – Zhang            | 6      | 3           | 2           | 1           | 143        | 135        | 1.059      | 5    | 3    | 1.667 |
| 3 | Kuhn – Zumkehr         | 3      | 3           | 1           | 2           | 136        | 139        | 0.978      | 4    | 4    | 1.000 |
| 4 | Arvaniti – Tsiartsiani | 3      | 3           | 1           | 2           | 119        | 130        | 0.915      | 2    | 5    | 0.400 |

Wedstrijden
alle tijden zijn West-Europese Zomertijd (UTC +1:00)
| Datum      | Tijd  |                        | Score |                        | Set 1 | Set 2 | Set 3 |
| ---------- | ----- | ---------------------- | ----- | ---------------------- | ----- | ----- | ----- |
| 28 juli    | 09:00 | Xue – Zhang            | 1 - 2 | Vasina – Vozakova      | 21-18 | 14-21 | 14-16 |
| 28 juli    | 21:00 | Kuhn – Zumkehr         | 2 - 0 | Arvaniti – Tsiartsiani | 21-13 | 21-19 |       |
| 30 juli    | 10:00 | Xue – Zhang            | 2 - 1 | Kuhn – Zumkehr         | 21-18 | 16-21 | 15-8  |
| 30 juli    | 16:30 | Arvaniti – Tsiartsiani | 2 - 1 | Vasina – Vozakova      | 18-21 | 21-13 | 15-12 |
| 1 augustus | 09:00 | Xue – Zhang            | 2 - 0 | Arvaniti – Tsiartsiani | 21-17 | 21-16 |       |
| 1 augustus | 14:30 | Kuhn – Zumkehr         | 1 - 2 | Vasina – Vozakova      | 17-21 | 21-19 | 9-15  |

### Groep C
Eindstand
| # | Ploeg                 | Punten | Wedstrijden | Wedstrijden | Wedstrijden | Spelpunten | Spelpunten | Spelpunten | Sets | Sets | Sets  |
| # | Ploeg                 | Punten | G           | W           | V           | W          | V          | Ratio      | W    | V    | Ratio |
| - | --------------------- | ------ | ----------- | ----------- | ----------- | ---------- | ---------- | ---------- | ---- | ---- | ----- |
| 1 | May-Treanor – Walsh   | 9      | 3           | 3           | 0           | 137        | 109        | 1.257      | 6    | 1    | 6.000 |
| 2 | Kolocová – Sluková    | 6      | 3           | 2           | 1           | 133        | 137        | 0.971      | 4    | 4    | 1.000 |
| 3 | Schwaiger – Schwaiger | 3      | 3           | 1           | 2           | 141        | 150        | 0.940      | 4    | 5    | 0.800 |
| 4 | Cook – Hinchley       | 0      | 3           | 0           | 3           | 136        | 151        | 0.901      | 2    | 6    | 0.333 |

Wedstrijden
alle tijden zijn West-Europese Zomertijd (UTC +1:00)
| Datum      | Tijd  |                       | Score |                       | Set 1 | Set 2 | Set 3 |
| ---------- | ----- | --------------------- | ----- | --------------------- | ----- | ----- | ----- |
| 28 juli    | 14:30 | Kolocová – Sluková    | 2 - 1 | Schwaiger – Schwaiger | 10-21 | 21-13 | 15-13 |
| 28 juli    | 23:00 | May-Treanor – Walsh   | 2 - 0 | Cook – Hinchley       | 21-18 | 21-19 |       |
| 30 juli    | 22:00 | Schwaiger – Schwaiger | 2 - 1 | Cook – Hinchley       | 18-21 | 22-20 | 15-10 |
| 30 juli    | 23:00 | May-Treanor – Walsh   | 2 - 0 | Kolocová – Sluková    | 21-14 | 21-19 |       |
| 1 augustus | 22:00 | Kolocová – Sluková    | 2 - 1 | Cook – Hinchley       | 21-16 | 18-21 | 15-11 |
| 1 augustus | 23:00 | May-Treanor – Walsh   | 2 - 1 | Schwaiger – Schwaiger | 17-21 | 21-8  | 15-10 |

### Groep D
Eindstand
| # | Ploeg                 | Punten | Wedstrijden | Wedstrijden | Wedstrijden | Spelpunten | Spelpunten | Spelpunten | Sets | Sets | Sets  |
| # | Ploeg                 | Punten | G           | W           | V           | W          | V          | Ratio      | W    | V    | Ratio |
| - | --------------------- | ------ | ----------- | ----------- | ----------- | ---------- | ---------- | ---------- | ---- | ---- | ----- |
| 1 | Kessy – Ross          | 9      | 3           | 3           | 0           | 149        | 131        | 1.137      | 6    | 2    | 3.000 |
| 2 | Baquerizo – Fernández | 6      | 3           | 2           | 1           | 149        | 143        | 1.042      | 5    | 3    | 1.667 |
| 3 | Keizer – van Iersel   | 4      | 3           | 1           | 2           | 134        | 126        | 1.063      | 4    | 4    | 1.000 |
| 4 | Gallay – Zonta        | 0      | 3           | 0           | 3           | 93         | 126        | 0.738      | 0    | 6    | 0.000 |

Wedstrijden
alle tijden zijn West-Europese Zomertijd (UTC +1:00)
| Datum      | Tijd  |                       | Score |                       | Set 1   | Set 2   | Set 3   |
| ---------- | ----- | --------------------- | ----- | --------------------- | ------- | ------- | ------- |
| 29 juli    | 12:00 | Keizer – van Iersel   | 1 - 2 | Baquerizo – Fernández | 14 - 21 | 21 - 16 | 11 - 15 |
| 29 juli    | 21:00 | Kessy – Ross          | 2 - 0 | Gallay – Zonta        | 21 - 11 | 21 - 18 |         |
| 31 juli    | 12:00 | Baquerizo – Fernández | 2 - 0 | Gallay – Zonta        | 22 - 20 | 21 - 16 |         |
| 31 juli    | 23:00 | Kessy – Ross          | 2 - 1 | Keizer – van Iersel   | 21 - 15 | 12 - 21 | 15 - 8  |
| 2 augustus | 12:00 | Keizer – van Iersel   | 2 - 0 | Gallay – Zonta        | 21 - 12 | 21 - 16 |         |
| 2 augustus | 16:30 | Kessy – Ross          | 2 - 1 | Baquerizo – Fernández | 21 - 19 | 19 - 21 | 19 - 17 |

### Groep E
Eindstand
| # | Ploeg                  | Punten | Wedstrijden | Wedstrijden | Wedstrijden | Spelpunten | Spelpunten | Spelpunten | Sets | Sets | Sets  |
| # | Ploeg                  | Punten | G           | W           | V           | W          | V          | Ratio      | W    | V    | Ratio |
| - | ---------------------- | ------ | ----------- | ----------- | ----------- | ---------- | ---------- | ---------- | ---- | ---- | ----- |
| 1 | Talita – Antonelli     | 9      | 3           | 3           | 0           | 161        | 138        | 1.167      | 6    | 2    | 3.000 |
| 2 | Goller – Ludwig        | 6      | 3           | 2           | 1           | 160        | 144        | 1.111      | 5    | 3    | 1.667 |
| 3 | Meppelink – van Gestel | 3      | 3           | 1           | 2           | 103        | 118        | 0.873      | 2    | 4    | 0.500 |
| 4 | Bawden – Palmer        | 0      | 3           | 0           | 3           | 127        | 151        | 0.841      | 2    | 6    | 0.333 |

Wedstrijden
alle tijden zijn West-Europese Zomertijd (UTC +1:00)
| Datum      | Tijd  |                    | Score |                        | Set 1   | Set 2   | Set 3   |
| ---------- | ----- | ------------------ | ----- | ---------------------- | ------- | ------- | ------- |
| 29 juli    | 16:30 | Goller – Ludwig    | 2 - 1 | Bawden – Palmer        | 21 - 18 | 19 - 21 | 15 - 8  |
| 29 juli    | 20:00 | Talita – Antonelli | 2 - 0 | Meppelink – van Gestel | 21 - 10 | 21 - 19 |         |
| 31 juli    | 12:00 | Talita – Antonelli | 2 - 1 | Goller – Ludwig        | 21 - 19 | 29 - 31 | 15 - 13 |
| 31 juli    | 16:30 | Bawden – Palmer    | 0 - 2 | Meppelink – van Gestel | 19 - 21 | 15 - 21 |         |
| 2 augustus | 14:30 | Goller – Ludwig    | 2 - 0 | Meppelink – van Gestel | 21 - 18 | 21 - 14 |         |
| 2 augustus | 17:30 | Talita – Antonelli | 2 - 1 | Bawden – Palmer        | 18-21   | 21 - 16 | 15 - 9  |

### Groep F
Eindstand
| # | Ploeg                 | Punten | Wedstrijden | Wedstrijden | Wedstrijden | Spelpunten | Spelpunten | Spelpunten | Sets | Sets | Sets  |
| # | Ploeg                 | Punten | G           | W           | V           | W          | V          | Ratio      | W    | V    | Ratio |
| - | --------------------- | ------ | ----------- | ----------- | ----------- | ---------- | ---------- | ---------- | ---- | ---- | ----- |
| 1 | Cicolari – Menegatti  | 9      | 3           | 3           | 0           | 154        | 122        | 1.262      | 6    | 2    | 3.000 |
| 2 | Chomjakova – Oekolova | 6      | 3           | 2           | 1           | 157        | 150        | 1.047      | 5    | 3    | 1.667 |
| 3 | Dampney – Mullin      | 3      | 3           | 1           | 2           | 119        | 136        | 0.875      | 2    | 5    | 0.400 |
| 4 | Lessard – Martin      | 0      | 3           | 0           | 3           | 156        | 176        | 0.886      | 3    | 6    | 0.500 |

Wedstrijden
alle tijden zijn West-Europese Zomertijd (UTC +1:00)
| Datum      | Tijd  |                       | Score |                       | Set 1 | Set 2 | Set 3 |
| ---------- | ----- | --------------------- | ----- | --------------------- | ----- | ----- | ----- |
| 29 juli    | 09:00 | Cicolari – Menegatti  | 2 - 1 | Chomjakova – Oekolova | 17-21 | 21-18 | 15-8  |
| 29 juli    | 17:30 | Dampney – Mullin      | 2 - 1 | Lessard – Martin      | 17-21 | 21-14 | 15-13 |
| 31 juli    | 17:30 | Dampney – Mullin      | 0 - 2 | Cicolari – Menegatti  | 18-21 | 12-21 |       |
| 31 juli    | 20:00 | Chomjakova – Oekolova | 2 - 1 | Lessard – Martin      | 21-18 | 28-30 | 15-13 |
| 2 augustus | 12:00 | Cicolari – Menegatti  | 2 - 1 | Lessard – Martin      | 21-12 | 23-25 | 15-10 |
| 2 augustus | 15:30 | Dampney – Mullin      | 0 - 2 | Chomjakova – Oekolova | 23-25 | 13-21 |       |

## Lucky Loser
De beste twee nummers drie gaan direct door naar de achtste finales, de overige vier teams spelen een play-off ronde.
| # | Ploeg                  | Punten | Wedstrijden | Wedstrijden | Wedstrijden | Spelpunten | Spelpunten | Spelpunten | Sets | Sets | Sets  |
| # | Ploeg                  | Punten | G           | W           | V           | W          | V          | Ratio      | W    | V    | Ratio |
| - | ---------------------- | ------ | ----------- | ----------- | ----------- | ---------- | ---------- | ---------- | ---- | ---- | ----- |
| 1 | Keizer – van Iersel    | 4      | 3           | 1           | 2           | 134        | 126        | 1.063      | 4    | 4    | 1.000 |
| 2 | Kuhn – Zumkehr         | 4      | 3           | 1           | 2           | 136        | 139        | 0.978      | 4    | 4    | 1.000 |
| 3 | Schwaiger – Schwaiger  | 4      | 3           | 1           | 2           | 141        | 150        | 0.940      | 4    | 5    | 0.800 |
| 4 | Háječková – Klapalová  | 4      | 3           | 1           | 2           | 106        | 105        | 1.010      | 2    | 4    | 0.500 |
| 5 | Meppelink – van Gestel | 4      | 3           | 1           | 2           | 103        | 118        | 0.873      | 2    | 4    | 0.500 |
| 6 | Dampney – Mullin       | 4      | 3           | 1           | 2           | 119        | 136        | 0.875      | 2    | 5    | 0.400 |

Play-offs
alle tijden zijn West-Europese Zomertijd (UTC +1:00)
| Datum      | Tijd  |                       | Score |                        | Set 1   | Set 2   | Set 3 |
| ---------- | ----- | --------------------- | ----- | ---------------------- | ------- | ------- | ----- |
| 2 augustus | 22:00 | Schwaiger – Schwaiger | 2 - 0 | Dampney – Mullin       | 21 - 15 | 21 - 12 |       |
| 2 augustus | 22:00 | Háječková – Klapalová | 0 - 2 | Meppelink – van Gestel | 17 - 21 | 17 - 21 |       |

## Knock-outfase
| Achtste finale | Achtste finale         | Achtste finale | Achtste finale | Achtste finale |  |  | Kwartfinale          | Kwartfinale           | Kwartfinale | Kwartfinale | Kwartfinale |  |  | Halve finale | Halve finale        | Halve finale | Halve finale | Halve finale |  |                      | Finale               | Finale               | Finale               | Finale               | Finale |
|                |                        |                |                |                |  |  |                      |                       |             |             |             |  |  |              |                     |              |              |              |  |                      |                      |                      |                      |                      |        |
|                | Felisberta / França    | 21             | 21             |                |  |  |                      |                       |             |             |             |  |  |              |                     |              |              |              |  |                      |                      |                      |                      |                      |        |
|                | Meppelink / van Gestel | 10             | 17             |                |  |  |                      | Felisberta / França   | 21          | 21          |             |  |  |              |                     |              |              |              |  |                      |                      |                      |                      |                      |        |
|                | Goller / Ludwig        | 21             | 21             |                |  |  | Goller / Ludwig      | 10                    | 19          |             |             |  |  |              |                     |              |              |              |  |                      |                      |                      |                      |                      |        |
|                | Holtwick / Semmler     | 16             | 15             |                |  |  |                      |                       |             |             |             |  |  |              | Felisberta / França | 21           | 19           | 12           |  |                      |                      |                      |                      |                      |        |
|                | Antonelli / Antunes    | 16             | 22             | 9              |  |  |                      |                       |             |             |             |  |  |              | Kessy / Ross        | 15           | 21           | 15           |  |                      |                      |                      |                      |                      |        |
|                | Kolocová / Sluková     | 21             | 20             | 15             |  |  |                      | Kolocová / Sluková    | 23          | 18          |             |  |  |              |                     |              |              |              |  |                      |                      |                      |                      |                      |        |
|                | Kuhn / Zumkehr         | 15             | 19             |                |  |  | Kessy / Ross         | 25                    | 21          |             |             |  |  |              |                     |              |              |              |  |                      |                      |                      |                      |                      |        |
|                | Kessy / Ross           | 21             | 21             |                |  |  |                      |                       |             |             |             |  |  |              |                     |              |              |              |  |                      |                      | Kessy / Ross         | 16                   | 16                   |        |
|                | May-Treanor / Walsh    | 21             | 21             |                |  |  |                      |                       |             |             |             |  |  |              |                     |              |              |              |  |                      |                      | May-Treanor / Walsh  | 21                   | 21                   |        |
|                | Keizer / van Iersel    | 15             | 12             |                |  |  |                      | May-Treanor / Walsh   | 21          | 21          |             |  |  |              |                     |              |              |              |  |                      |                      |                      |                      |                      |        |
|                | Baquerizo / Fernández  | 15             | 15             |                |  |  | Cicolari / Menegatti | 13                    | 13          |             |             |  |  |              |                     |              |              |              |  |                      |                      |                      |                      |                      |        |
|                | Cicolari / Menegatti   | 21             | 21             |                |  |  |                      |                       |             |             |             |  |  |              | May-Treanor / Walsh | 22           | 22           |              |  |                      |                      |                      |                      |                      |        |
|                | Schwaiger – Schwaiger  | 21             | 16             | 15             |  |  |                      |                       |             |             |             |  |  |              | Xue / Zhang         | 20           | 20           |              |  |                      |                      |                      |                      |                      |        |
|                | Vasina / Vozakova      | 17             | 21             | 9              |  |  |                      | Schwaiger – Schwaiger | 18          | 11          |             |  |  |              |                     |              |              |              |  | Wedstrijd voor Brons | Wedstrijd voor Brons | Wedstrijd voor Brons | Wedstrijd voor Brons | Wedstrijd voor Brons |        |
|                | Chomjakova / Oekolova  | 12             | 11             |                |  |  | Xue / Zhang          | 21                    | 21          |             |             |  |  |              |                     |              |              |              |  |                      | Felisberta / França  | 11                   | 21                   | 15                   |        |
|                | Xue / Zhang            | 21             | 21             |                |  |  |                      |                       |             |             |             |  |  |              |                     |              |              |              |  |                      |                      | Xue / Zhang          | 21                   | 19                   | 12     |